# Jezioro Długie (Rzepin)
Jezioro Długie – jezioro w województwie lubuskim, w powiecie słubickim, w gminie Rzepin, położone na obszarze Równiny Torzymskiej.

## Położenie i opis
Jezioro znajduje się w granicach administracyjnych miasta Rzepin. Jest to jezioro polodowcowe-rynnowe o powierzchni według różnych źródeł od 6,0 do 8,5 hektarów i głębokości około 4 metrów. Mieści się po wschodniej stronie miasta, między ulicą Poznańską a obwodnicą miasta. Brzegi jeziora są częściowo porośnięte szuwarami, północna część akwenu, zarośnięta jest grzybieniami białymi oraz grążelami żółtymi. Nad brzegiem są umieszczone kładki dla łowiących wędkarzy. Przy jeziorze znajduje się duży parking dla samochodów, z prawej strony akwenu biegnie droga dla wędkarzy Polskiego Związku Wędkarskiego.
Nad jeziorem funkcjonuje kąpielisko wyznaczone z zasadami dyrektywy kąpieliskowej – Kąpielisko „Długie”. W 2021 i 2022 roku jakość wód kąpieliska oceniono jako doskonałą.
Jezioro nie jest objęte żadną formą ochrony przyrody.

## Hydronimia
Według źródeł jezioro do 1945 roku nazywane było Kreuz See (1909). 17 września 1949 roku wprowadzono nazwę Długie. Obecnie państwowy rejestr nazw geograficznych jako nazwę jeziora również podaje Długie, jednocześnie podając nazwy oboczne Jezioro Poznańskie oraz Jezioro Długie.